# Hohmad
De Hohmad is een berg gelegen in de Berner Alpen in Zwitserland. Hij heeft een hoogte van 2.076m, en maakt deel uit van de Gantrisch bergketen.